# Rarotonga-Star
Der Rarotonga-Star (Aplonis cinerascens) ist eine Singvogelart aus der Gattung der Singstare (Aplonis). Er ist auf der Insel Rarotonga in den südlichen Cookinseln endemisch.

## Merkmale
Der Rarotonga-Star erreicht eine Körpergröße von 21 cm und ein Gewicht von 77 bis 88 g. Die allgemeine Erscheinung ist graubraun. Stirn und Oberkopf sind mausbraun mit einem schwachen violetten Schimmern. Mantel, Rücken und Bürzel sind mausbraun mit grauen Federsäumen. Flügel und Schwanz sind stumpfbraun. Die inneren Armschwingen weisen hellere Säume auf. Kinn, Kehle, Brust und Oberbauch sind mausbraun. An Brust und Bauch sind breite helle Federspitzen zu erkennen. Der Unterbauch und die Unterschwanzdecken sind weißlich. Um die hellgelbe Iris verläuft ein manchmal dunkelbrauner Innenring und ein schmaler gelber Außenring. Schnabel und Beine sind schwarz. Die Geschlechter ähneln sich. Die juvenilen Vögel sind bisher unbeschrieben.

## Lautäußerungen
Der Gesang wird als lieblich und als der melodiöseste aller Singvogelarten Rarotongas beschrieben. Der Ruf beinhaltet Piepser, Pfiffe und glockenähnliche Töne.

## Lebensraum
Der Lebensraum umfasst zum größten Teil ungestörte Bergwälder, aber auch gestörte Randwälder im zerklüfteten Hinterland von 150 m bis zum höchsten Punkt der Insel in 600 m. Manchmal ist er auch in niedrigen Höhenlagen bis 30 m zu beobachten, jedoch viel seltener in den Küstenregionen, als dies früher der Fall war.

## Lebensweise

### Nahrungsverhalten
Der Rarotonga-Star ernährt sich von Früchten im Blätterdach und von Blütennektar oder er pickt Insekten von den Blättern. Er geht einzeln oder paarweise auf Nahrungssuche.

### Fortpflanzungsverhalten
Die Brutzeit erstreckt sich von August bis Dezember. Das Nest wird in einer Baumhöhle in vier bis sechs Meter Höhe über dem Boden errichtet und mit toten Blättern und Pflanzenfasern ausgekleidet. Zu den bevorzugten Brutbäumen gehören Bischofia javanica, Homalium acuminatum und Hernandia moerenhoutiana. Die Nisthöhle wird in den späteren Jahren immer wieder verwendet. Das Gelege besteht aus mindestens zwei Eiern.

## Status
Die IUCN klassifiziert den Rarotonga-Star in die Kategorie „gefährdet“ (vulnerable). Noch im 19. Jahrhundert wurde die Art als häufig und im Jahr 1973 als noch nicht selten angesehen. In den 1980er Jahren wurden jedoch nur noch zwischen 100 und 3000 Exemplare geschätzt. 1997 ging man von einem Bestand von ungefähr 500 Exemplaren aus und im Jahr 2010 von 1200 Exemplaren basierend auf einer detaillierten Feldstudie an einem Standort, die auf den kompletten geeigneten Lebensraum auf der Insel hochrechnet wurde. 2011 wurde der Bestand auf 2350 Exemplare geschätzt, basierend auf Stichproben in neun voneinander entfernten Binnentälern. Es ist wahrscheinlich, dass der Rarotonga-Star in den letzten 40 Jahren aus dem Flachland verschwunden ist, und auch wenn die Population gegenwärtig als stabil angesehen wird, könnte sie unbemerkt rückläufig sein. Bei der letzten Bestandserfassung im Jahr 2011 waren die Stare relativ lokalisiert und nicht gleichmäßig in ihrem Verbreitungsgebiet verteilt. Als Hauptgefährdung gilt die Konkurrenz mit der Hirtenmaina (Acridotheres tristis), deren Ausbreitung als Rückgangsursache vieler endemischer Landvögel auf Rarotonga diskutiert wird. Als weitere Bedrohungen gelten Ratten, exotische Vogelkrankheiten und der Klimawandel.